# Heinz Bormann (Modeschöpfer)
Heinz Bormann (* 19. Juli 1918 in Erfurt; † 8. Februar 1989 in Schönebeck (Elbe)) war ein deutscher Modeschöpfer der Marke „Original Bormann-Kleidung“/„Original Bormann-Mode“ und Textilhersteller. Er galt als Christian Dior der DDR, Der Spiegel nannte ihn 1965 „Roter Dior“.
Bormanns Berufsleben war exemplarisch für eine bestimmte Entwicklung in der Wirtschaftsgeschichte der DDR – von der Duldung rein privater Unternehmen über staatliche Beteiligungen an Privatbetrieben im Rahmen von Kommanditgesellschaften (KG) bis zur Abschaffung dieser gemischten Eigentumsform und ihre Umwandlung in Volkseigene Betriebe (VEB).

## Das Privatunternehmen
Heinz Bormann kehrte im Juli 1945 aus dem Krieg zurück. Der kleine Konfektionsbetrieb seines Schwiegervaters in Schönebeck bei Magdeburg war zerstört. Bormann hatte keinerlei Berufsausbildung, seine Frau jedoch beherrschte das Schneiderhandwerk. Mit elf alten Nähmaschinen, aus den Trümmern geborgen, begann das Ehepaar seine selbständige Tätigkeit – man reparierte Uniformen für die Rote Armee, die Militärmacht in der Sowjetischen Besatzungszone Deutschlands. Im Herbst 1945 wurden die Heinz Bormann Bekleidungswerkstätten gegründet, nach den Armeeaufträgen begann die Fertigung von Herrenoberbekleidung.
Die Existenz reiner Privatbetriebe war anfangs keine Ausnahme in Ostdeutschland, auch noch nach Gründung der DDR 1949. Selbständige Konfektionäre sorgten 1951 für beinahe 50 Prozent der Bruttoproduktion auf ihrem Wirtschaftssektor. Nur allmählich verschoben sich hier die Gewichte gegenüber der volkseigenen Bekleidungsindustrie – noch 1957 produzierten die Privaten knapp 40 Prozent der Gesamtmenge. Beide Wirtschaftsformen standen in Konkurrenz zueinander, beide mussten mit den gleichen, systemimmanenten Schwierigkeiten fertigwerden: Qualitätsmängel und Terminüberschreitungen bei den Zulieferern von Stoffen und Garnen, Produktivitätseinbußen wegen so genannter „gesellschaftlicher Arbeit“, hoher Krankenstand, Mangel an Arbeitskräften. Das letztere Problem allerdings gab es bei Bormann nicht – hier „standen die Leute Schlange vor dem Personalbüro“, wie sich eine frühere Mitarbeiterin erinnert.
Heinz Bormann gelang es gut, sich mit den besonderen Bedingungen der sozialistischen Planwirtschaft zu arrangieren. Er war früh in die Gesellschaft für Deutsch-Sowjetische Freundschaft eingetreten und seit 1949 Mitglied der National-Demokratische Partei Deutschlands (NDPD), einer der so genannten Blockparteien, die bestimmte Gruppierungen der Gesellschaft aufnahmen, aber unter der Vorherrschaft der SED keine eigene politische Gestaltungsmöglichkeit besaßen. – Die landesweiten Unruhen des 17. Juni 1953, ausgelöst durch die drastische Erhöhung der Arbeitsnormen, hatten ihre tiefere Ursache auch in dem Unmut der Bevölkerung über die mangelhafte Versorgung mit Gebrauchsgütern, etwa mit schöner und erschwinglicher Kleidung. Die politische Führung reagierte mit ökonomischen Erleichterungen für die Hersteller solcher Güter. Noch im selben Jahr stellte Bormann die Produktion seines Betriebes um, von jetzt an wurde gefällige Damenoberbekleidung fabriziert. Seine Designerin Helena Zeilhofer (damals Pätsch), eine junge Absolventin der Münchener Modeschule, entwarf die erste Kollektion der Original Bormann-Moden, die 1954 auf der Modemesse in Düsseldorf sogleich Aufsehen erregte. Die westdeutsche Presse fand für den Unternehmer ein prägnantes Etikett: „Der rote Dior“.

## Die Kommanditgesellschaft

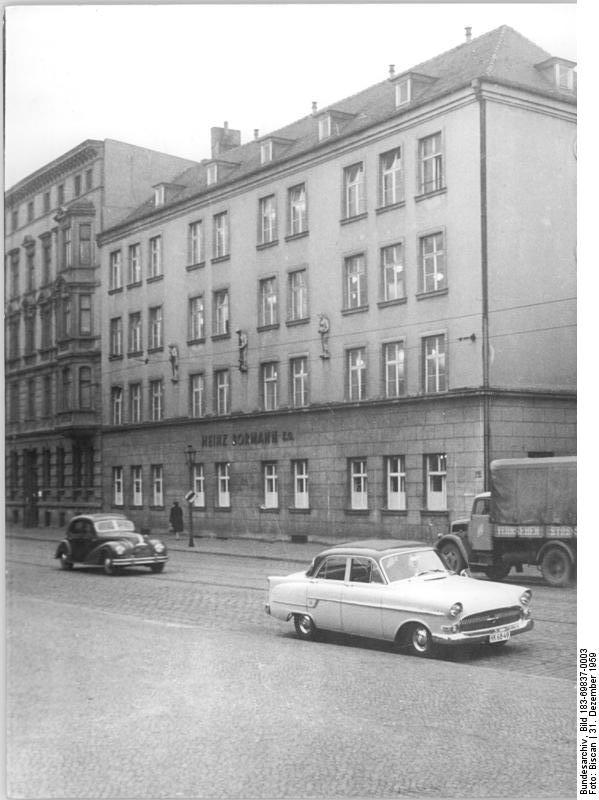
Werk in Magdeburg, 1959

Seit 1956 legte die Wirtschaftsführung der DDR zunehmend Wert auf staatliche Beteiligung an Privatunternehmen. Als Unternehmensform wählte man die Kommanditgesellschaft, die staatliche Seite war zunächst durch Kapitaleinlagen der Deutschen Investitionsbank (DIB) vertreten. Bormann beantragte umgehend eine solche Beteiligung, und obwohl die zuständige Finanzbehörde seine Geschäftsführung „nicht immer durchsichtig“ fand, genehmigte sie den Vorgang wegen der „volkswirtschaftlichen Bedeutung des Betriebes und der in Aussicht stehenden Perspektiven für den Export“. Bormann nutzte den Kapitalzufluss zur Expansion. Er weitete die Produktionskapazitäten aus, gründete im Oktober 1956 eine Zweigniederlassung in Magdeburg und verlegte drei Jahre später den Hauptsitz der Firma dorthin. Sein eigentliches Ziel war das traditionsreiche Modezentrum Berlin.
Der nächste Schritt staatlicher Einflussnahme bestand darin, den Kommanditgesellschaften statt der DIB einen Volkseigenen Betrieb der Bekleidungsindustrie als Gesellschafter vorzuschlagen. Manche Unternehmer lehnten es ab, einen Konkurrenten als Geldgeber im Haus zu haben. Bormann zögerte nicht, sondern willigte ein, zum 1. Juli 1959 den VEB Treffmodelle als staatlichen Gesellschafter aufzunehmen, einen Hersteller von Damenmode und Teilbetrieb des späteren Kombinats VEB Fortschritt in Berlin-Lichtenberg. Die Zusammenarbeit mit dem kapitalstarken, in der DDR durchaus renommierten Betrieb verschaffte Bormann Einblicke in größere betriebswirtschaftliche Zusammenhänge und neue technologische Entwicklungen, zumal die Volkseigenen Betriebe in einer Verordnung über die Bildung halbstaatlicher Betriebe vom März 1959 gesetzlich zur Unterstützung ihrer privaten Partner verpflichtet wurden; allerdings auch dazu, die „Entwicklung des sozialistischen Bewusstseins der Werktätigen und der Leiter“ der KG günstig zu beeinflussen.
Die Spielräume für private, unternehmerische Entscheidungen waren prinzipiell enger geworden, insbesondere bei größeren Investitionen. Andererseits versprachen sich die staatlichen Wirtschaftsplaner einiges von der Heinz Bormann KG, die inzwischen dank Eigeninitiative und staatlicher Kapitaleinlagen zu einer volkswirtschaftlich interessanten Größe herangewachsen war. Der Export in die Sowjetunion und verschiedene westliche Länder brachte Prestige und Devisen (westdeutsche Abnehmer wie Neckermann und Quelle ließen die Etiketten mit dem Namen Bormann ausdrücklich nicht einnähen), die inzwischen anspruchsvollere einheimische Bevölkerung sollte in speziellen Geschäften, Vorläufern der Exquisit-Läden versorgt werden. So genehmigte man dem Unternehmer großzügige Kredite und weitere Kapitaleinlagen.
Bormann war nun auf dem Höhepunkt seiner Laufbahn. Die jährliche Produktion erreichte 140 000 Konfektionsstücke, dazu kamen die Exklusivmodelle, mit denen auch Lotte Ulbricht, die Frau des Generalsekretärs der SED und Vorsitzenden des Staatsrates sich einkleidete. Bormanns persönliches Jahreseinkommen stieg auf 80 000 Mark netto, damit gehörte er zu den Spitzenverdienern in der DDR. Das Magdeburger Unternehmen präsentierte seine Mode vielfach auf internationalen Messen. Im Inland waren und blieben die Modenschauen der Heinz Bormann KG beliebte gesellschaftliche Ereignisse zu verschiedensten Anlässen und an vielen Orten der DDR. Bormann moderierte sie selbst und offensichtlich mit großem Vergnügen. Gewinne erbrachten diese Veranstaltungen nicht – der anschließende Verkauf verlief meist schleppend; dazu kam, dass Bormann für seine Auftritte ein Honorar berechnete, das mit 300 Mark doppelt so hoch war wie die Vergütung für professionelle Ansager.
Selbst für den DEFA-Film Mit mir nicht, Madam! durfte Bormann 1969 die Kostüme entwerfen.
In Magdeburg genoss Heinz Bormann besonderes Ansehen. Als es nach der Verlagerung der Firma an qualifizierten Arbeitskräften fehlte, brachten Sonderzüge die Näherinnen aus Schönebeck in die Stadt. Der 1. Sekretär der SED-Bezirksleitung schlug vor, im repräsentativ wiederhergestellten Stadtzentrum einen attraktiven Modesalon einzurichten. Bormann plante ein Atelier mit zwei Meisterinnen und 15 Schneiderinnen und wollte sogar ein eigenes Parfüm herausbringen. In vorauseilender Anpassung ließ er aber auch wissen, dass er in seinem Salon „die modische Beratung der Magdeburger Bevölkerung durchführen“ wolle. Die hochfliegenden Pläne ließen sich nicht realisieren. Prognosen über die Wirtschaftlichkeit für die ersten Jahre waren ernüchternd, niemand war bereit, die finanziellen Risiken zu übernehmen. Einer Kreditaufnahme verweigerte der Direktor des staatlichen Gesellschafters dieses Mal seine Zustimmung – mit der Begründung, „dass die Errichtung eines Modesalons nicht mehr für zweckmäßig erachtet wird. Im Zuge des umfassenden Aufbaus des Sozialismus ist alle Kraft auf eine bedarfsgerechte Produktion zu konzentrieren.“
In den Führungszirkeln der SED und der Wirtschaft war die tolerante Haltung gegenüber den halbstaatlichen Betrieben seit langem umstritten. Walter Ulbricht hatte sie eindeutig befürwortet, nun regten sich auch die Gegner. Auf der Tagung des ZK der SED im Juni 1970 wurden die Leistungen der Kommanditgesellschaften zwar noch gewürdigt, deren private Gesellschafter aber wegen ihrer überdurchschnittlichen Einkommen und ihres zum Teil luxuriösen Lebensstils heftig kritisiert. Eine Gesellschaftertagung im Dezember 1970 ließ den neuen Kurs auch für Bormann deutlich werden: der Kombinatsdirektor des VEB Fortschritt forderte entschieden höhere Effektivität in der Produktion und strenge Kostenkontrolle bei den Modenschauen. Bormann sah seine Freiräume als Modeschöpfer gefährdet, drang aber mit seinen Einwänden nicht durch. Anfang 1971 wurde sein Betrieb durch die so genannte Erzeugnisgruppe untersucht, ein Gremium staatlich beauftragter Fachleute, das den relativ hohen Anteil von Handarbeit an den Arbeitsabläufen beanstandete („es ist nicht bekannt, dass in VE-Betrieben noch Rocksäume geheftet werden“) und weitere Rationalisierung dringend empfahl. Als eine ernsthafte Bedrohung seines beruflichen Status deutete Bormann diese Vorgänge offenbar nicht, zumal er noch im Januar 1971 erstmals zur Diplomatenjagd auf Rotwild eingeladen wurde – üblicherweise eine Anerkennung für besondere Verdienste.
Im Frühjahr 1971 begann mit der Verlagerung der Machtpositionen im Partei- und Staatsapparat von Walter Ulbricht zu Erich Honecker auch eine deutliche Veränderung der Wirtschaftspolitik. Am 24. November 1971 führte der zuständige Kombinatsdirektor eine zweistündige Aussprache mit Heinz Bormann. Die Akte dazu vermerkt, der Direktor habe seinen Gesprächspartner hart und kompromisslos kritisiert, hauptsächlich wegen unterlassener Rationalisierung, mangelhafter Buchführung und ungenügender Kooperation. Vorstöße Bormanns wegen einer neuen Produktionsstätte in Berlin habe er energisch zurückgewiesen und deutlich gemacht, „dass das Modehaus in Magdeburg seinen Sitz hat und ich einer Expansion auf das Territorium Berlins niemals zustimmen werde“. Auf der Tagung des ZK der SED am 17. Dezember 1971 erklärte Honecker dann, man wolle nun „Klarheit schaffen, ob wir gewisse Erscheinungen der Rekapitalisierung in unserer Republik stoppen sollen, oder ob diese Entwicklung weitergehen soll wie bisher.“ Mit dieser nur noch rhetorischen Fragestellung hatten sich die Gegner der bisherigen Politik endgültig durchgesetzt.

## Verstaatlichung und Ende des Unternehmens
In den folgenden Wochen äußerten sich nach der SED alle übrigen Parteien, also auch die NDPD, der Bormann angehörte, positiv zur vollständigen Verstaatlichung – obwohl die ökonomischen Daten dagegen sprachen. Die Bormann KG zum Beispiel hatte seit 1956 ständig steigende Mitarbeiterzahlen und Umsätze verbucht. Nun erschien sie, wie andere erfolgreiche halbstaatliche Unternehmen auch, auf einer ersten Liste von 50 Kandidaten für die Umwandlung in Volkseigene Betriebe. Den entsprechenden Beschluss fasste das Politbüro der SED am 8. Februar 1972, die Durchführung war danach Sache der Wirtschaftsräte in den einzelnen Bezirken der DDR.
Im Bezirk Magdeburg wurde der Prominente Heinz Bormann als Galionsfigur für den neuen Kurs ausersehen. Er hatte seine Anpassungsfähigkeit schon bewiesen und sollte nun gegenüber zögernden Unternehmern als positives Beispiel auftreten. Tatsächlich hatten andere private Gesellschafter erklärt, sie würden ihre Zustimmung von der Haltung Bormanns abhängig machen. Der akzeptierte die neue Situation rasch, ein Berichterstatter des Wirtschaftsrates meinte, dass Bormann „Wert darauf legt, nicht unangenehm aufzufallen“. Er verhandelte noch über die finanzielle Absicherung seiner Familie, die Weiterführung der Modenschauen und den Bestand seines Warenzeichens und unterschrieb schon am 8. März 1972 seine „Bereitschaftserklärung“. Auch gab er die Zustimmung dazu, diese Erklärung zu veröffentlichen – nicht alle Betroffenen waren dazu bereit:

„Ich war einer der ersten Privatunternehmer, die 1956 die staatliche Beteiligung aufgenommen haben, und habe Dank der Entwicklung und Unterstützung unseres Staates und der Partei der Arbeiterklasse in großzügiger Weise unseren Betrieb zu einem der führenden Modehäuser unserer Republik entwickelt. Ich habe mich am heutigen Tage entschlossen, auch beim weiteren Aufbau des Sozialismus in unserer Deutschen Demokratischen Republik meinen Beitrag dadurch zu leisten, indem ich an den Staat den Antrag stelle, meinen privaten Anteil auszuzahlen, um den Betrieb in Volkseigentum zu überführen.“

Als erste Kommanditgesellschaft auf dem Gebiet der DDR wurde Bormanns Unternehmen voll verstaatlicht und aus juristischen Gründen am 27. März 1972 unter der Bezeichnung VEB Magdeburger Damenmoden (Namenskürzel „Magda“) neu gegründet. Heinz Bormann leitete den Betrieb noch bis zum Dezember 1974 – jetzt als Angestellter – und zog sich dann wegen einer ernsthaften Erkrankung zurück. Sein Sohn Reinhard hatte in Berlin Modegestaltung studiert mit dem Ziel, den Betrieb des Vaters eines Tages zu übernehmen. Er wurde jedoch als Nachfolger nicht berücksichtigt. – Nachdem alle Kommanditgesellschaften verstaatlicht waren, wurden 23 der ehemaligen privaten Teilhaber mit dem Vaterländischen Verdienstorden der DDR dekoriert – Heinz Bormann gehörte nicht zu ihnen.
Im Handelsregister des Rates der Stadt Magdeburg, Amtsgerichtsabteilung A findet sich im Band 41 mit dem Datum 30. Mai 1973 der folgende Eintrag: „Heinz Bormann Bekleidungswerkstätten KG: Entsprechend den zentralen Festlegungen (Umwandlung in Volkseigentum) ist die Firma erloschen.“

## Fazit
Die DDR-Staatsoberen errangen mit dem an Heinz Bormann statuierten Exempel einen Pyrrhussieg: Sie setzten erfolgreich die komplette Enteignung eines erfolgreichen Wirtschaftsunternehmens durch – und legten zugleich eine ihrer bedeutenden Quellen trocken, aus der viele Jahre beträchtliche Valuta-Einkünfte in die DDR-Haushaltskasse flossen.

## DEFA-Filme
In einer DEFA-Wochenschau „Augenzeuge“ im Frühjahr 1955 war das Unternehmen Bormann ein Thema.
Im Jahr 1965 entstand ein DEFA-Dokumentarfilm über „Original Bormann-Kleidung“, der zum Jahrestag der DDR gezeigt wurde und die Möglichkeiten privater Initiative in der Planwirtschaft
belegen sollte.
1969 erhielt Bormann von der DEFA den Auftrag, den Film „Mit mir nicht, Madam!“ mit Kostümen auszustatten.

## Privates
Nach der Verstaatlichung versuchte die Familie Bormann einen Neubeginn. Sie stellte einen Antrag auf Eröffnung einer eigenen Modeboutique in Magdeburg. Antragsteller waren Johanna Bormann und der älteste Sohn Reinhard Bormann. Doch der Rat des Kreises lehnte ab. Die Familie legte Widerspruch ein und kämpfte bis 1983. Dann stellte der älteste Sohn einen Ausreiseantrag in die Bundesrepublik Deutschland. Seine beiden jüngeren Brüder gingen ebenfalls mit ihren Familien in den Westen.
Das Ehepaar Heinz und Johanna Bormann hat vier Söhne. Johanna Bormann starb am 1. Dezember 1984 im Alter von 61 Jahren an Krebs, Heinz Bormann im 71. Lebensjahr am 8. Februar 1989 ebenfalls an Krebs.
Der jüngste Sohn lebt und arbeitet bis heute (Stand: Juni 2020) in Schönebeck.